# Onsŏng-gun
Onsŏng-gun (koreanska: 온성군) är en kommun i Nordkorea.   Den ligger i provinsen Hambuk, i den nordöstra delen av landet, 500 km nordost om huvudstaden Pyongyang.